# (5272) Dickinson
(5272) Dickinson (1981 QH2) – planetoida z grupy pasa głównego asteroid okrążająca Słońce w ciągu 3 lat i 109 dni w średniej odległości 2,21 j.a. Została odkryta 30 sierpnia 1981 roku w Lowell Observatory (Anderson Mesa Station) przez Edwarda Bowella.